# 1149 Volga
1149 Volga è un asteroide della fascia principale del diametro medio di circa 55,57 km. Scoperto nel 1929, presenta un'orbita caratterizzata da un semiasse maggiore pari a 2,9004789 UA e da un'eccentricità di 0,0958019, inclinata di 11,75249° rispetto all'eclittica.
Il suo nome fa riferimento al Volga, un fiume della Russia.